# Zabbix
Zabbix는 수많은 종류의 네트워크 서비스, 서버 등의 네트워크 하드웨어를 감시하고 추적하여 관리자에게 장애 발생을 신속히 알리기 위해 만들어진 네트워크 관리 시스템이다.
Zabbix는 알렉세이 블라디셰브(Alexei Vladishev)가 만들었으며, 현재는 그가 설립한 같은 이름의 라트비아의 회사인 Zabbix에서 개발을 주도하고 있는 자유 소프트웨어이다.
Zabbix에서 사용하는 데이터베이스로 MySQL, PostgreSQL, SQLite, 오라클 데이터베이스나 IBM DB2를 선택할 수 있다. 백엔드는 C언어로 만들어져 있으며 프론트엔드에는 Web 기반의 PHP가 사용된다.
Zabbix 에이전트 소프트웨어를 UNIX, 리눅스, Windows등 지원되는 OS에 설치하면 CPU 사용량, 네트워크 사용량, 디스크 용량 등을 포함한 더 많은 정보를 감시 아이템으로 사용할 수 있게 된다. 에이전트 소프트웨어를 설치하지 않는 경우 SNMP, TCP, ICMP, IPMI, SSH, telnet 등을 이용한 감시 방법을 지원하며, 관리자에게 알리기 위한 다양한 실시간 통지 기능을 지원하고 있다.
Zabbix는 자유 소프트웨어 라이선스인 GPL 버전 2로 관리되고 있다.

## 역사
Zabbix의 개발은 1998년 사내 소프트웨어 프로젝트로 시작되었다. 그로부터 3년 후 2001년에는 GPL로 일반 공개되었으며, 2004년에 첫번째 안정화 버전인 1.0이 공개되었다.
LTS 버전의 경우 5년의 장기 지원을 하고 있으며, 3.0 버전 이후에는 UI의 한글 지원을 시작하였다.

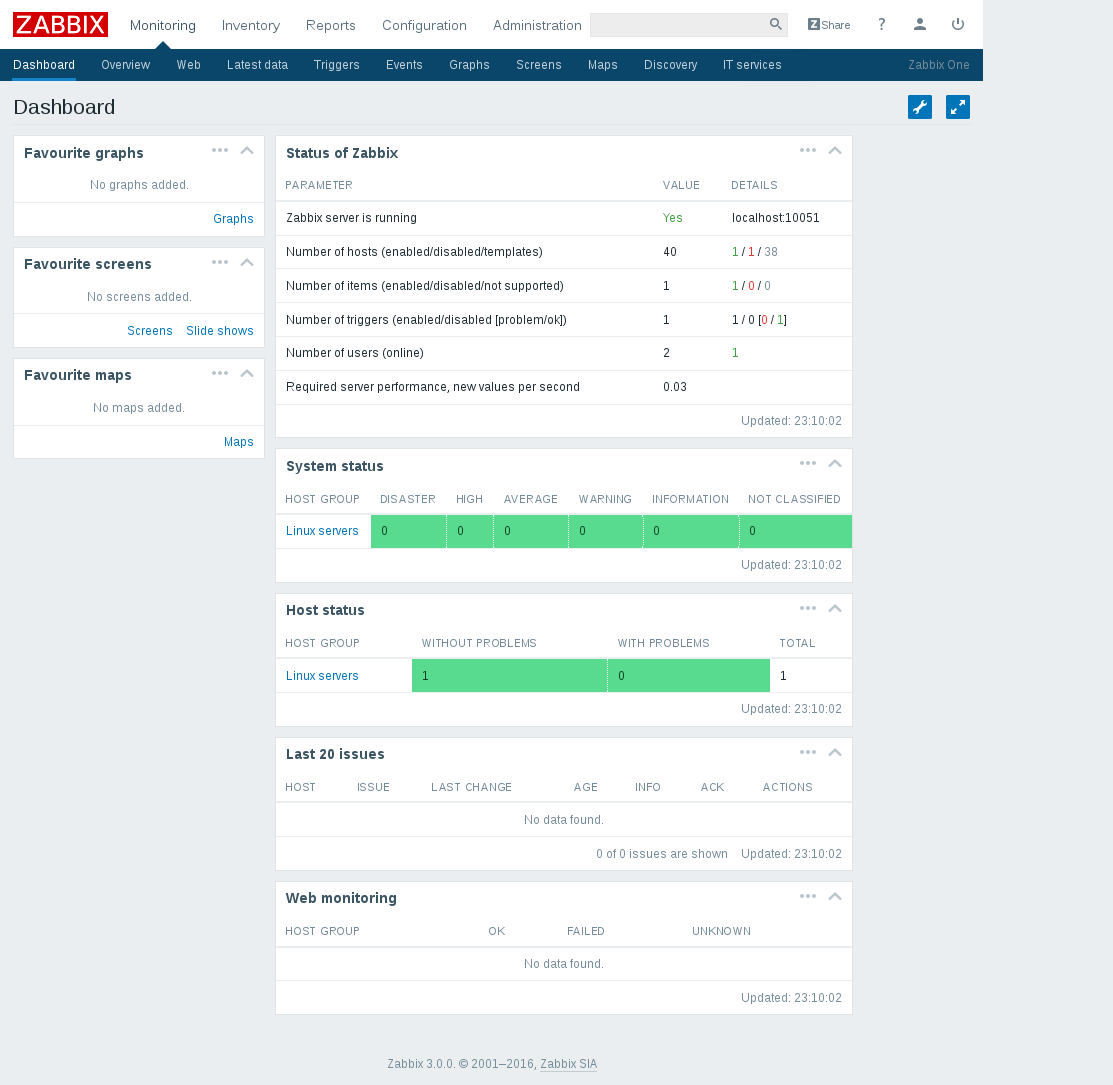
Zabbix 3.0.0 버전의 대시보드

| 주요 버전 공개 이력 | 주요 버전 공개 이력               |
| 날짜                | 공개일                            |
| Zabbix 1.0          | Zabbix 1.0                        |
| ------------------- | --------------------------------- |
| 1998년              | Zabbix 사내 프로젝트 개시         |
| 2001년 4월 7일      | Zabbix 1.0alpha1 버전 GPL 공개    |
| 2004년 5월 23일     | Zabbix 1.0 공개                   |
| Zabbix 1.x          |                                   |
| 2006년 2월 6일      | Zabbix 1.1 공개                   |
| 2007년 5월 29일     | Zabbix 1.4 공개                   |
| 2008년 9월 11일     | Zabbix 1.6 공개                   |
| 2009년 12월 7일     | Zabbix 1.8 공개                   |
| Zabbix 2.x          |                                   |
| 2012년 5월 21일     | Zabbix 2.0 LTS 공개               |
| 2013년 11월 12일    | Zabbix 2.2 LTS 공개               |
| 2014년 9월 11일     | Zabbix 2.4 공개                   |
| Zabbix 3.x          |                                   |
| 2016년 2월 16일     | Zabbix 3.0 LTS 공개 (한국어 지원) |
| 2016년 9월 14일     | Zabbix 3.2 공개                   |
| 2017년 8월 22일     | Zabbix 3.4 공개                   |
| Zabbix 4.x          |                                   |
| 2018년 10월 4일     | zabbix 4.0 공개                   |